# Farah Eslaquit
Farah Eslaquit Cano (Monterrey, 15 dicembre 1991) è una modella nicaraguense, incoronata Miss Nicaragua 2012 il 17 marzo 2012 presso il National Theatre di Managua.

## Biografia
Durante Miss Nicaragua 2012, Farah Eslaquit ha avuto la meglio fra le dodici rappresentanti regionali che partecipavano al concorso, ed è stata incoronata dalla detentrice del titolo uscente Adriana Dorn. Dietro di lei si è classificata Keykoll Montalvan che ha rappresentato la propria nazione a Miss International 2012. La Eslaquit invece è stata la rappresentante ufficiale del Nicaragua in occasione del prestigioso concorso di bellezza internazionale Miss Universo 2012.
La modella è nata a Monterrey, nel Messico ma è cresciuta a Masaya.